# Fendusaurus eldoni
Fendusaurus eldoni es la única especie conocida del género extinto Fendusaurus de dinosaurio prosaurópodo masospondílido que vivió a principios del período Jurásico, hace 200 millones de años, en el Hettangiense en Norteamérica. Fendusaurus eldoni fue nombrado y descrito por Fedak en 2007 , a partir de material asignado originalmente a Ammosaurus.
Fendusaurus se conoce a partir de cinco muestras de ejemplares . Las muestras incluyen un holotipo, FGM998GF13-II, que incluye un cráneo y no puede ser asignado a  Ammosaurus. Otras muestras que se asignan también a Fendusaurus son FGM998GF13-I, FGM998GF13-III, FGM998GF69, FGM998GF9 y FGM998GF18, todo encontrado por un equipo de la Universidad de Princeton. Todas las muestras incluyen fémures y coracoides, ya pesar de que cada una de las características es ligeramente diferentes, se acreditan las diferencias a la variación intraespecífica. Los fémures y coracoides también ayudan a identificar los diferentes individuos, y Timothy J. Fedak , la descrita de las muestras, encontraron que cada bloque representa alrededor de un individuo.
Adam Douglas Marsh publicó una sección corta en un artículo sobre Fendusaurus. Dijo que los nombres genéricos y específicos no fueron publicados correctamente y se encontró que Fendusaurus podría ser un nombre taxonómico no válido.
Los especímenes de Fendusaurus incluyen sobre todo vértebras trituradas, junto con elementos apendiculares. Son distinguibles de Ammosaurus por la morfología tanto del hueso ilion y las vértebras sacras . Sin embargo, en algunas muestras, la morfología de los fémures y coracoides son bastante diferentes, lo que llevó a especular a Fedak que más de una especie pueden haber estado presentes.
Fendusaurus, según Fedak, puede distinguirse de todos los sauropodomorfos estrechamente relacionados por el alargamiento extremo de las vértebras cervicales, un sacro de cuatro vértebras que incluye una dorsosacra y caudosacral, el proceso alargado postacetabular del hueso ilíaco, y un proceso distal anterior de la tibia expandido. Marsh encontró que las características están posiblemente presente, pero que Fendusaurus requiere una nueva evaluación para demostrar que se puede distinguir de otros géneros.
Fedak clasificó inicialmente Fendusaurus como un género de la familia Massospondylidae. Anteriormente, los especímenes fueron asignados a los derivados sauropodomorfos Anchisaurus o Ammosaurus. Marsh interpretó erróneamente la clasificación de Fendusaurus, indicando que originalmente Fedak lo clasificó como plateosáurido, relacionado con Lufengosaurus y Massospondylus.
Fendusaurus se encontró en la formación McCoy Brook de Wasson Bluff. La formación es del Jurásico temprano, en el estrato Hettangiense, hace aproximadamente 200 millones de años, en Nueva Escocia, Canadá, la formación es el sitio prosaurópodo más rico de América del Norte. La formación también es similar a otras formaciones de América del Norte y Asia, ya que carece de los restos actualmente asignados a Anchisaurus.